# Motief (literatuur)
In de literatuur wordt de term motief gebruikt in een enge en een ruime betekenis.
In ruime zin slaat het op een onderwerp dat in verscheidene literaire werken, vaak uit heel verschillende tijden, wordt behandeld. Voorbeelden zijn het dubbelgangersmotief, het motief van de vadermoord, het onbewoonde eiland, het mannetje in de maan e.d.
In enge zin is motief een term uit de verhaalanalyse die geen zelfstandige categorie van verhaalelementen aanduidt, maar een containerbegrip is: een verhaalmotief kan een beeldspraak zijn, een uitspraak van een personage of een zin van de verteller, een handeling, een gedachte of nog een ander structuurelement. Het belangrijkste criterium om een element een motief te noemen, is herhaling. Elementen waarvan het de lezer opvalt dat ze bij herhaling voorkomen, zal hij inzetten bij het proces van betekenistoekenning.
Het gaat daarbij om een gegeven (voorwerp, verschijnsel, gebeurtenis) dat meerdere malen in een verhaal terugkeert en een meer dan gewone (symbolische) betekenis heeft, ook bekend als leidmotief. In die zin onderscheidt men concrete en abstracte motieven:
1. een concreet motief komt aan de oppervlakte van het verhaal voor;
2. een abstract motief geeft de waarde of onwaarde aan die door het concrete motief wordt geïllustreerd. Vaak moet het abstracte motief door de lezer worden geformuleerd.

Het thema of de grondgedachte van een verhaal wordt dan het sluitmotief genoemd. Het brengt de belangrijkste abstracte motieven in één zin bij elkaar. Volgens literatuurwetenschappers Erica van Boven en Gillis Dorleijn is de term thema niet geheel synoniem met hoofdmotief en is de eerste term meer geschikt om de hoofdgedachte van gedichten uit te drukken.
Toegepast op 'Saidjah en Adinda' van Multatuli: de kerven in het rijstblok (concreet, herhaaldelijk vermeld) staan voor de trouw van Adinda, de buffelroof voor het onrecht in de kolonie. Het sluitmotief kan dan als volgt luiden: "Het onrecht dat de arbeidzame, trouwe Javaan wordt aangedaan, schreit ten hemel."